# Малката русалка (филм, 1989)
 Тази статия е за анимационен филм от 1989 г., продукция на Уолт Дисни Фичър Анимейшън.  За приказка от Ханс Кристиян Андерсен вижте Малката русалка.  
„Малката русалка“ (на английски: The Little Mermaid) е американски анимационен романтичен фентъзи филм от 1989 г., продуциран от Уолт Дисни Фичър Анимейшън за Уолт Дисни Пикчърс. Базиран на едноименната датска приказка от Ханс Кристиан Андерсен, това е 28-ият пълнометражен анимационен филм на Дисни и първият, който бележи началото на ерата Дисни Ренесанс. Филмът разказва за русалката принцеса на име Ариел, която мечтае да стане човек и се влюбва в принц на име Ерик, който е човек, което я кара да сключи магическа сделка със зла морска вещица, за да стане човек и да бъде с него. Сценаристи и режисьори са Рон Клемънтс и Джон Мъскър, партитурата е на Алан Менкен, а текстовете на песните от Хауърд Ашман, продуценти са Джон Мъскър и Хауърд Ашман. Филмът е озвучен с гласовете на Джоди Бенсън, Кристофър Даниъл Барнс, Пат Карол, Самюъл Е. Райт, Джейсън Марин, Кенет Марс, Бъди Хакет и Рене Обержоноа.
Уолт Дисни планира да адаптира историята в пакет филми, съдържащ историите на Андерсен, но изхвърля проекта. През 1985 г., докато работят по Базил, великият мишок детектив (1986), Клемънтс и Мъскър решават да адаптират приказката и я предлагат на председателя на Дисни Студиос Джефри Каценберг, който отказва поради работата по продължението на филма Плясък (1984), но в крайна сметка одобрява проекта, към който се присъединява и Менкен. Под надзора на Каценберг те създават структура в стил Бродуей, докато другите служители работят по Оливър и приятели (1988). Той предупреждава екипа, че вероятно филмът ще спечели по-малко приходи, тъй като ще хареса на женската аудитория, въпреки това е убеден, че това ще бъде първият хит на Дисни.
Премиерата на филма е на 17 ноември 1989 г., събирайки 84 милиона долара в домашния бокс офис по време на първото си излъчване и общо 233 милиона долара в световен мащаб. Филмът печели награди Оскар в категории „Най-добра музика“ и „Най-добра песен“.
През 2022 г. филмът е избран за съхранение в Националния филмов регистър на САЩ от Библиотеката на Конгреса като „културно, исторически или естетически значим“.

## Сюжет
Ариел е 16-годишна принцеса русалка, недоволна от подводния живот в подводното царство Атлантика. Тя е очарована от света на хората и отчаяно желае да стане човек и да живее на земята. С най-добрия си приятел Флаундър, Ариел събира и съхранява случайни човешки артефакти в пещерата си и се консултира с чайка на име Скътъл за човешката култура и предметите, които намира. Бащата на Ариел, цар Тритон, и рак, който служи като негов съветник / придворен композитор на име Себастиан, често предупреждават Ариел, че контактът между морските хора и хората от сушата е забранен.
Една вечер Ариел, Флаундър и нежелания Себастиан отиват до океанската повърхност, за да гледат тържество на кораб за рождения ден на принц Ерик. Моментално Ариел се влюбва в принца. Скоро се разразява силна буря, която разрушава кораба. Ариел спасява Ерик от удавяне и го извежда на брега. Тя му пее, но точно когато той идва в съзнание, се връща в морето, за да не бъде разкрита. Очарован от спомена за нейния хипнотизиращ глас, Ерик се зарича да намери и да се ожени за момичето, спасило живота му, а Ариел се зарича да намери начин да се присъедини към него като човек. Откривайки новото поведение на Ариел, Тритон разпитва Себастиан, който случайно разкрива, че Ариел е била на повърхността, влязла е в контакт с хората и се е влюбила в Ерик. Възмутен, Тритон се изправя срещу Ариел, разкрива нейната изкуствена пещера и унищожава колекцията ѝ от предмети, които е събрала от повърхността. След като Тритон си тръгва, две змиорки на име Флотсъм и Джетсъм убеждават плачещата Ариел да посети Урсула, злата морска вещица.
Урсула сключва сделка с Ариел – ще я трансформира в човек в продължение на три дни в замяна на нейния глас, който Урсула поставя в черупка от наутилус, която държи около врата си. В рамките на тези три дни Ариел трябва да накара принца да се влюби в нея и да ѝ даде „целувката на истинската любов“. Ако Ариел накара Ерик да я целуне, тя ще остане завинаги човек. Ако не успее, тя ще принадлежи на Урсула и ще се превърне отново в русалка. Ариел приема и след това получава човешки крака, като е изведена на повърхността от Флаундър и Себастиан. Ерик намира Ариел сама на плажа и я отвежда в замъка си, но не знае, че тя е тази, която го е спасила, тъй като е няма. Ариел прекарва времето си с Ерик и в края на втория ден те почти се целуват на лодка, но Флотсъм и Джетсъм ги осуетяват. Същата нощ, за да е сигурна в провала на Ариел, Урсула се маскира като красива млада жена на име Ванеса и се появява на брега пред замъка на Ерик, като пее с гласа на Ариел. Ерик веднага разпознава песента, а прикритата Урсула хвърля очарование върху Ерик, което го кара да забрави Ариел.
На следващата сутрин Ариел открива, че Ерик ще се жени за Ванеса по-късно през деня. След това Скатъл открива истинската самоличност на Ванеса и информира Ариел, която веднага преследва сватбената баржа, след като научава новината. Себастиан информира Тритон за случващото се и Скатъл е изпратен заедно с други морски създания да пресрещнат сватбата. В хаоса обвивката на наутилуса около врата на Урсула е унищожена и гласът на Ариел е върнат, нарушавайки очарованието, което Урсула е поставила над Ерик. Осъзнавайки, че Ариел е момичето, което го е спасило от корабокрушението, Ерик се втурва да я прегърне, но слънцето залязва и тя се превръща отново в русалка. Урсула се връща в истинската си форма и увлича Ариел в океана с нея. Тритон се изправя срещу Урсула и изисква тя да освободи дъщеря му, но сделката е неприкосновена, дори срещу царя. Когато Урсула предлага да освободи Ариел в замяна на неговия тризъбец, Тритон се съгласява да заеме нейното място и се трансформира в полип, губейки авторитета си над Атлантика. След това Ариел е освободена, а Урсула се обявява за новия владетел. Но преди да успее да използва тризъбеца, Ерик я спира с харпун. Тя се опитва да убие Ерик, но когато Ариел се намесва, Урсула неволно убива Флотсъм и Джетсъм; това вбесява Урсула и тя използва тризъбеца, за да нарасне до чудовищни размери.
Ариел и Ерик се събират на повърхността точно преди Урсула да излезе от водата, извисявайки се над тях. След това тя създава буря и изтегля огромни, потънали кораби от дъното на океана на повърхността. Преди да успее да убие Ариел, Ерик насочва един от разрушените кораби към Урсула и я набива с натрошен бушприт, убивайки я незабавно. След като Урсула умира, Тритон и другите полипи в градината ѝ се връщат в първоначалното си състояние. Осъзнавайки, че Ариел наистина обича Ерик, Тритон с готовност я превръща от русалка в човек и приема брака им. Ариел и Ерик се женят на кораб и отпътуват.

## Актьори
- Джоди Бенсън – Ариел

- Бенсън също озвучава Ванеса, човешкото алтер его на Урсула.

- Кристофър Даниъл Барнс – Ерик
- Пат Карол – Урсула
- Самюъл Е. Райт – Себастиан
- Джейсън Марин – Флаундър
- Кенет Марс – Цар Тритон
- Бъди Хакет – Скатъл
- Пади Едуардс – Флотсъм и Джетсъм
- Бен Райт – Гримсби
- Еди Маклърг – Карлота
- Кими Робъртсът – Андрина, Ариста, Адела и Алана
- Каролин Васисек – Аката и Атина
- Уил Риан – Харолд
- Рене Обержоноа – Шеф Луи

## Продукция

### Разработване на историята
Първоначално филмът Малката русалка е планиран като част от един от най-ранните филми на Уолт Дисни, предложен филмов пакет, включващ адаптации на приказките на Ханс Кристиан Андерсен. Развитието започва скоро след Снежанка и седемте джуджета в края на 30-те години, но е забавено поради различни обстоятелства.
През 1985 г. Рон Клемънтс се интересува от екранизация на Малката русалка, докато работи като режисьор на Базил, великият мишок детектив (1986) заедно с Джон Мъскър. Докато е в книжарница, Клемънтс открива приказката от Андерсен. Вярвайки, че историята предоставя „идеална основа“ за пълнометражен анимационен филм и желаейки да създаде такъв, чието действие се развива под вода, Клемънтс написва и представя на две страници разработка на сюжета на Малката русалка пред председателя на Уолт Дисни Студиос Джефри Каценберг. Каценберг не обръща внимание на проекта, тъй като по същото време студиото е в процес на разработка на продължението на комедията си с русалки Плясък (1984) и смята, че Малката русалка ще бъде твърде подобен проект. На следващия ден обаче Каценберг одобрява идеята за възможно развитие, заедно с Оливър и приятели. По време на производството през 80-те години служители откриват случайно оригинална история и работа по визуалното развитие, извършена от Кай Нилсън за предложената от Дисни антология от филми, базирани на историите на Андерсен от 30-те години. Много от промените, направени от персонала през 30-те години на миналия век в оригиналната история на Ханс Кристиан Андерсен, съвпадат случайно с промените, направени от писателите на Дисни през 80-те години.
Същата година Клемънтс и Мъскър разширяват идеята от две страници в 20 страници груб сценарий, премахвайки ролята на бабата на русалката и разширявайки ролите на царят и морската вещица. Плановете на филма обаче за миг са отложени, тъй като Дисни фокусира вниманието си върху Кой натопи Заека Роджър и Оливър и приятели като по-незабавни издания. През 1987 г. текстописецът Хауърд Ашман се включва в написването и разработването на Малката русалка, след като е помолен да допринесе с песен за Оливър и приятели. Той предлага да смени второстепенния герой Кларънс, английския иконом, на ямайски рак и да промени музикалния стил в целия филм, за да отрази това. В същото време Каценберг, Клемънтс, Мъскер и Ашман преработват формата на историята, за да превърнат Малката русалка в мюзикъл в стила на Бродуей. Ашман и композиторът Алан Менкен се обединяват, за да съставят цялата партитура. През 1988 г., след като е издаден Оливър и приятели, Малката русалка е планиран като следващото голямо издание на Дисни.

## Издаване
Премиерата на филма е на 17 ноември 1989 г., последван от повторно издание на 14 ноември 1997 г. След успеха на 3D преиздаването на Цар лъв, Дисни обявява 3D преиздаване на Малката русалка, планирано за 13 септември 2013 г., но е отменено на 14 януари 2013 г. поради недостатъчните приходи на други повторни издания на Disney 3D. Вместо това 3D версията е пусната на Blu-ray, като е прожектирана в театър „El Capitan“ от септември до октомври 2013 г.

### Домашна употреба
В един нетипичен и противоречив тогава ход за нов анимационен филм на Дисни, филмът Малката русалка е издаден като част от колекцията на Уолт Дисни Класикс на VHS, лазердиск, бетамакс и видео 8 през май 1990 г., шест месеца след излизането на филма. Малката русалка става най-продаваното заглавие за домашно видео за годината с над 10 милиона продадени бройки (включително 7 милиона през първия месец). Домашното видео издание заедно с приходите от касите и продажбите на стоки допринасят приход от 1 милиард долара.
През 1999 г. филмът е издаден на DVD в лимитирано издание. Платинено издание на филма е пуснато в продажби на DVD на 3 октомври 2006 г. На 1 октомври 2013 г. филмът е издаден в общ пакет, включващ Blu-Ray, DVD и дигитално копие; в същия ден е пусната и 3D версията на филма. Ultra HD Blu-ray издание е пуснато в продажба на 26 февруари 2019 г. като част от колекцията Walt Disney Signature Collection, с което се отбелязва 30-годишнината на филма.

## В България
В България филмът е пуснат по кината в средата на 90-те години от Съни Филмс Ентъртеймънт.
През 2006 г. е издаден на VHS и DVD от Александра Видео.

### Синхронен дублаж
| Роля              | Изпълнител |
| ----------------- | --- |
| Ариел             | Мина Костова (диалог) Весела Бонева (вокал) |
| Принц Ерик        | Станислав Димитров |
| Урсула            | Нели Монеджикова |
| Цар Тритон        | Георги Георгиев |
| Себастиан         | Сава Пиперов |
| Флаундър          | Георги Николов |
| Скатъл            | Калин Арсов |
| Гримсби           | Васил Димитров |
| Флотсъм и Джетсъм | Николай Пърлев |
| Луи               | Николай Петров |
| Карлота           | Слава Рачева |
| Морско Конче      | Кирил Бояджиев |
| Други гласове     | Таня Гигова Петър Върбанов Радост Пенева Василка Сугарева Радост Костова Явор Гигов Стефан Младенов Симона Нанова                                                                                |
| Хор               | Момчил Шопов Камен Асенов Ненчо Балабанов Ясен Зердев Орлин Павлов Атанас Сребрев Емилия Иванова Гиргина Гиргинова Лилия Здравкова Венелина Петрова Антоанета Георгиева Александрина Семерджиева |

| Роля                | Изпълнител       |
| ------------------- | ---------------- |
| Песен на моряците   | Хор              |
| Дъщерите на Тритон  | Хор              |
| Част от този свят   | Весела Бонева    |
| В морския свят      | Сава Пиперов Хор |
| Погубват своя живот | Нели Монеджикова |
| Морски дар          | Николай Петров   |
| Целуни я            | Сава Пиперов Хор |

| Обработка                       | Александра Аудио (2006)                 |
| ------------------------------- | --------------------------------------- |
| Режисьор на дублажа             | Василка Сугарева                        |
| Превод Творчески директор       | Венета Янкова                           |
| Музикален режисьор              | Десислава Софранова                     |
| Музикален асистент              | Цветомира Михайлова                     |
| Превод на песните               | Десислава Софранова Цветомира Михайлова |
| Продуцент на българската версия | Disney Character Voices International   |

- Това е първия озвучен филм на певицата Весела Бонева, която изпълнява песните на Ариел.